# Omicidio di Marta Russo
L'omicidio di Marta Russo avvenne all'interno della città universitaria della Sapienza di Roma il 9 maggio 1997, quando la vittima, studentessa ventiduenne di giurisprudenza, fu gravemente ferita da un colpo di pistola, morendo cinque giorni dopo in ospedale.
L'omicidio fu al centro di un complesso caso giudiziario oggetto di grande copertura mediatica, sia per il luogo in cui era stato commesso, sia per la difficoltà delle prime indagini, che non riuscirono a delineare un movente, vertendo su ipotesi non confermate come lo scambio di persona, il "delitto perfetto", il terrorismo e infine lo sparo accidentale; è ricordato anche per l'intervento di personalità politiche, specie a causa dell'atteggiamento dei due pubblici ministeri, ritenuto da molti eccessivamente inquisitorio e che diede anche luogo a un breve procedimento per abuso d'ufficio e violenza privata.
Nel 2003, principalmente sulla base di una controversa testimonianza, fu condannato in via definitiva per omicidio colposo aggravato l'assistente universitario di filosofia del diritto Giovanni Scattone; un suo collega, Salvatore Ferraro, fu condannato limitatamente al reato di favoreggiamento personale. Entrambi si sono sempre professati innocenti. Nella prima sentenza si specifica che Scattone avrebbe esploso un colpo per errore maneggiando una pistola per motivi ignoti, forse per provare l'arma sparando contro un muro o senza sapere che fosse carica, e Ferraro lo avrebbe coperto tacendo e portando via l'arma. Il delitto fu definito colposo anche perché Scattone, dalla posizione in cui si sarebbe trovato, non avrebbe potuto esplodere un colpo mirato, né avrebbe compiuto un'azione dolosa in presenza di tanti testimoni. Il terzo indagato, l'usciere dell'istituto Francesco Liparota, venne assolto dall'accusa di favoreggiamento dalla Cassazione, tramite annullamento senza rinvio. Tutti i numerosi altri indagati, principalmente per i reati di favoreggiamento, diffamazione o falsa testimonianza, furono assolti con formula piena in primo grado.
Il caso di Marta Russo è finito negli anni per diventare uno dei misteri della cronaca nera italiana.

## La vittima e il delitto

Marta Russo, in una delle prime fotografie diffuse dalla stampa

La mattina del 9 maggio 1997, alle ore 11:42 circa, Marta Russo, studentessa di giurisprudenza ed ex campionessa regionale del Lazio di scherma, 22 anni compiuti il 13 aprile (era nata a Roma nel 1975), fu raggiunta alla testa da un proiettile calibro .22, a punta cava, camiciato e composto da solo piombo, mentre, insieme all'amica Jolanda Ricci, percorreva un vialetto all'interno della Città Universitaria, tra le facoltà di Scienze Statistiche, Scienze Politiche e Giurisprudenza. Il proiettile penetrò la nuca, dietro l'orecchio sinistro, spezzandosi in undici frammenti che causarono danni irreversibili. I testimoni parlarono di un colpo attutito, come sparato da un'arma col silenziatore, identificata in una carabina o una pistola (come verrà detto nel processo). Tra i soccorritori vi fu anche lo zio della studentessa, dipendente della Sapienza.
La ragazza fu trasportata al vicino Policlinico Umberto I, dove arrivò in coma; il 13 maggio, alle ore 22, i medici constatarono la morte cerebrale. I genitori, Donato Russo e Aureliana Iacoboni, e la sorella Tiziana decisero di donarne gli organi, seguendo un desiderio espresso anni prima da Marta dopo aver visto un servizio televisivo sul delitto di Nicholas Green; la notte del 14 maggio venne "staccata la spina" ai macchinari che la tenevano in vita, e Marta fu dichiarata morta. Ai funerali, officiati presso l'ateneo, parteciparono Romano Prodi, Walter Veltroni, Luciano Violante e Luigi Berlinguer, oltre a una folla numerosa di studenti, amici e persone comuni. Papa Giovanni Paolo II inviò un messaggio. Marta Russo è sepolta nel riquadro 85 del Cimitero del Verano di Roma; nel 2007 i resti sono stati traslati dal colombario a una tomba individuale, sempre nel medesimo riquadro.
A Marta Russo venne concessa la laurea alla memoria alla presenza del Presidente della Repubblica Oscar Luigi Scalfaro, inoltre fu apposta una targa commemorativa e intitolate alcune aule dell'ateneo. Il 26 maggio 2001 la seconda edizione del torneo di scherma «Trofeo Marta Russo» è diventato internazionale. Dal 2004 ha cambiato denominazione in «Una stella per Marta». Nel 2001 fu dedicato a Marta Russo un parco nel quartiere Labaro in Roma, adiacente a via Gemona del Friuli. Dal 14 maggio 2003 si svolge il premio «Marta Russo. La Donazione degli organi: gesto d'amore a favore della vita», rivolto agli studenti degli istituti di scuola media superiore di Roma e provincia, promosso dall'Associazione Marta Russo e dalla Provincia di Roma. Il 5 maggio 2010 l'Istituto Comprensivo Via Italo Torsiello di Roma, frazione di Trigoria, fu intitolato a Marta Russo con una cerimonia alla quale parteciparono i genitori della ragazza.

## Le indagini
A causa della complessità della scena del delitto, per ricostruire la dinamica degli eventi si dovette ricreare virtualmente il cortile dell'università con una videocamera laser tridimensionale unica in Italia, in possesso della Facoltà di Architettura dell'Università degli Studi di Ferrara e in uso ai tecnici del NubLab / DIAPREM. Gli scanner 3D, utilizzati abitualmente per rilevare l'architettura storica in funzione del restauro, permisero in questo caso di realizzare un modello preciso come base per le perizie. La ricostruzione balistica seguente è stata criticata da alcuni esperti di armi, come l'ex magistrato Edoardo Mori; egli afferma, riprendendo critiche già effettuate, che le perizie non potevano sostenere con certezza che il colpo partì da una precisa stanza, scrivendo anche che fu a causa degli errori forensi che si focalizzò l'attenzione sul luogo sbagliato come punto di partenza del colpo. A seconda della posizione della testa della vittima, si potevano infatti ricostruire diverse traiettorie. Per i periti il colpo poteva essere partito solo dall'istituto di Filosofia del diritto o dal bagno disabili di Statistica; una minoranza, basandosi sull'impressione di un testimone, suggerì la sede di Fisiologia.
La particolarità del luogo del delitto, la coincidenza con gli anniversari delle morti di Aldo Moro, ucciso dalle Brigate Rosse, e Peppino Impastato, assassinato dalla mafia (9 maggio 1978) e di Giorgiana Masi (studentessa uccisa dalla polizia durante una manifestazione a Roma, il 12 maggio 1977) e di altre personalità legate alla politica degli anni '70, contemporaneamente alla clamorosa vittoria della destra nelle elezioni delle rappresentanze studentesche tenute nei giorni precedenti all'omicidio, resero plausibile la tesi dell'agguato terroristico-politico, ipotesi abbandonata perché né Marta Russo né Jolanda Ricci appartenevano a movimenti, se si escludeva la teoria dello scambio di persona per un certo periodo tenuta in considerazione.

La scena del delitto poche ore dopo

C'erano state comunque minacce ventilate di terrorismo, dal rosso (risultato poi presente in alcuni ambienti della Sapienza) e nero al separatismo fino al terrorismo islamista, che aveva nel mirino Roma e il Giubileo del 2000.
L'ipotesi di una nuova strategia della tensione fu ventilata da alcuni a ridosso dell'omicidio, parlando di un atto senza movente nello stile tipico dei terroristi di estrema destra nel periodo 1969-1984, ma anche questa pista fu presto abbandonata. Tale pista, facendo riferimento ad allarmi e segnalazioni che gli sarebbero pervenuti, fu sostenuta dal rettore dell'università, Giorgio Tecce.
Le brevi indagini iniziali furono ad ampio spettro e scandagliarono il passato di Marta (un ex ragazzo della vittima, ex guardia giurata e autista alla Sapienza, era positivo allo stub sulla mano ma aveva un solido alibi), dei suoi familiari, dell'amica Jolanda e di altri testimoni. Nel vialetto erano presenti, oltre alla vittima e all'amica, alcuni dipendenti dell'università e delle imprese di pulizia, alcuni studenti e qualche docente; a una cinquantina di metri stazionavano alcuni studenti di origine iraniana che stavano distribuendo materiale contro il regime degli ayatollah.
Una pista vagliata all'inizio fu che l'obiettivo fosse un impiegato delle imprese di pulizia o che fosse un crimine maturato nell'ambiente lavorativo, con la vittima colpita per puro caso; due dipendenti vennero indagati, ma la posizione venne subito archiviata. Le piste delle ditte di pulizia e dello scambio di persona ritorneranno in anni seguenti (cfr. sezione Teorie alternative).
Gli inquirenti cominciarono a raccogliere testimonianze ma nessuna delle persone nelle stanze superiori venne collegata al terrorismo o alla criminalità. Il 21 maggio (ma il giornalista Flavio Haver ne parla già in un articolo del 19), sul davanzale dell'Aula Assistenti dell'Istituto di filosofia del diritto, la Polizia Scientifica ritrova una presunta particella di “ferro-bario-antimonio”, indirizzando gli inquirenti ad abbandonare le precedenti indagini sulla ditta di pulizie e su altre persone, e ogni pista alternativa. La sentenza di annullamento della Cassazione del 2001 definirà questo fatto come "un errore". Il vicequestore Belfiore, prima ancora di avere qualsiasi conferma e molto prima che venissero fatti i nomi di Scattone e Ferraro, aveva dichiarato: "Secondo noi sono stati due assistenti che cazzeggiavano con una pistola". La finestra dalla quale era stato esploso il colpo, secondo alcuni rilievi scientifico-chimici, era negli uffici al secondo piano della Facoltà di Giurisprudenza.
In totale vennero iscritti nel registro degli indagati circa 40 persone, e venne indiziato, come forte sospettato all'inizio, un bibliotecario di Lettere, Rino Zingale, poi scagionato.
Furono ascoltati come testimoni, tra gli altri, una studentessa fuoricorso, Giuliana Olzai, 44 anni, il professor Nicolò Lipari, ex parlamentare democristiano, e soprattutto sua figlia Maria Chiara Lipari, dottoranda.

Giovanni Scattone durante il processo nel 1998

Dopo aver riferito i ricordi in maniera frammentaria, definita "subliminale" e parlando di "atmosfera strana" nell'aula, la Lipari fece i nomi del professor Bruno Romano, direttore dell'istituto e noto filosofo, che fu arrestato (ai domiciliari) per favoreggiamento e poi scagionato (venne difeso dagli avvocati Giulia Bongiorno e Franco Coppi), di Gabriella Alletto, 45 anni, impiegata dell'istituto, di Francesco Liparota, 35 anni, all'epoca usciere della facoltà di legge, e in seguito di due assistenti universitari, Salvatore Ferraro, 30 anni, già dottore di ricerca in Giurisprudenza e assistente del professor Gaetano Carcaterra, e - solo l'8 agosto 1997 alla polizia aeroportuale di Fiumicino, a due mesi dai primi arresti - di Giovanni Scattone, 29 anni, dottorando e assistente non retribuito del professor Romano presso la facoltà di Lettere e Filosofia e ricercatore di "teoria generale del diritto e filosofia della politica" assieme a Ferraro; i due assistenti tenevano all'epoca alcuni corsi di filosofia del diritto.

Alcuni studenti testimoniarono che il "delitto perfetto" era stato l'oggetto di alcuni discorsi dei due assistenti universitari, anche se poi lo negarono in aula. Questo fatto spinse parte della stampa e della televisione ad una sorta di accanito linciaggio mediatico dei due principali sospetti; seppur considerata una pista poco consistente, gli inquirenti insistevano che i due avessero voluto "inscenare" o "simulare" un delitto senza movente, ma che la situazione fosse degenerata per colpevole imprudenza, circostanza sempre negata con determinazione da Scattone e Ferraro e poi caduta nel corso delle indagini e del primo processo. In realtà i due non tennero mai un seminario universitario sul tema citato, come ipotizzato, e la dispensa che secondo la procura era stata venduta in numerose copie non venne mai rintracciata o vista; il professor Carcaterra lo smentì, precisando che era lui a decidere il contenuto delle lezioni, e che non trattò del delitto perfetto ma di strategie difensive:
(Testimonianza di Gaetano Carcaterra)
 Un altro assistente riferì che Ferraro pronunciò solo una volta, per scherzo, l'espressione "delitto perfetto". Essi vennero arrestati e tenuti in custodia per il "delitto continuato di illegale detenzione e porto in luogo aperto al pubblico di arma da fuoco, aggravato dalla connessione teleologica con il delitto di omicidio volontario in danno di Russo Marta".
Un investigatore si spinse a paragonare Scattone e Ferraro ai "compagni di merende" del caso del Mostro di Firenze, coniando il nome "compagni di pizzeria"; nell'indagine entrarono elementi personali e illazioni e ci fu una colpevolizzazione mediatica molto forte.
(Dacia Maraini)
Dopo numerosi interrogatori e dopo aver a lungo negato, Gabriella Alletto li accusò di aver sparato; Scattone e Ferraro furono subito arrestati e incriminati per omicidio volontario in concorso, ma si proclamarono innocenti anche se fornirono alibi non pienamente confermati.
Scattone dirà di essere stato in diversi luoghi: di non essere stato in Istituto alle 9:30 come detto ad altri e che prima avrebbe incontrato il professor Lecaldano a Villa Mirafiori (il quale non ricordava l'ora precisa, compresa tra le 11:00 e le 12:30 (ma 10:30-11:30 era l'esatto orario del ricevimento del docente lasciando il suo ufficio alle 11:30 e recandosi alla città universitaria, prima a Storia per prenotare un esame (trovò un foglio affisso che era "strappato", particolare confermato dal professor Guy, il foglio sarebbe stato strappato dopo l'8 maggio e tolto tra l'11 e il 12; invece la professoressa Casiero non si ricordò di lui), poi andò a ritirare un certificato per gli esami del corso di Lettere a cui era iscritto come studente (arrivando alle ore 11:50, cioè circa 8 minuti dopo lo sparo, ed essendoci la fila di studenti allo sportello gli venne consegnato, secondo i riscontri, tra le 11:50 e le 12:05 (ma non recava direttamente l'orario) anche se egli riferì che gli fu consegnato "prontamente", intendendo per alcuni nel momento in cui si presentò all'operatore alcuni minuti dopo: "Ricordo di essere giunto nella segreteria di Lettere verso le 11,50 e ho richiesto un certificato di convalida degli esami che mi è stato consegnato all'istante", anche se parla di 15 minuti di ritardo dovuti alla fila); l'orario di emissione del certificato indicava comunque poco dopo le 12:00 come riferito da Scattone che quindi sarebbe giunto all'incirca all'ora da lui indicata; vide l'assistente Fiorini alle 12:05 (prima della ripartenza dell'ambulanza, giunta alle 11:59, ma inizialmente non lo menziona), infine, dopo le 12:15 vide alcune studentesse, docenti, gli studenti La Porta (tra le 12:15 e le 12:20 circa) e Greco, molti dei quali confermarono, pur non indicando l'ora con precisione. Sarebbe andato a Filosofia del diritto solo dopo il ferimento, incontrando La Porta, ma non seppe con precisione dell'accaduto fino a quando non lo vide in televisione mentre era col padre a casa, dopo le 13:00; poco prima Scattone telefonò a casa di Ferraro e parlò con lui, come certificato dai tabulati. Gli studenti in fila allo sportello non ricordavano il volto di Scattone, e gli inquirenti gli contestano, pur non potendo provare queste affermazioni, di aver mandato un'altra persona (un presunto complice mai identificato, anche se fu notata l'abitudine degli studenti che si facevano fare i certificati da impiegati conoscenti, di evitare gli sportelli e presentarsi direttamente negli uffici, cosa che chi ritirò il certificato non fece; secondo gli avvocati ciò avvalorava l'alibi) a ritirarlo, o (prima di accettare la testimonianza Olzai) di aver percorso molto in fretta la strada tra l'aula 6 e Lettere, in circa 5 minuti. Il certificato, confrontato con quello di altri studenti, indica che Scattone sarebbe stato il penultimo della fila (come disse lui stesso), e che l'ultima era una studentessa, come in effetti si appurò.

Stefano La Porta, testimone dell'accusa, testimoniò invece in favore di Scattone, e venne incriminato per falsa testimonianza e favoreggiamento (ma verrà prosciolto) per aver detto che egli era arrivato solo in tarda mattinata, quasi a mezzogiorno, all'Istituto, confermandone la versione). 
(Testimonianza di La Porta)

Salvatore Ferraro durante il processo

Salvatore Ferraro disse di essere stato a casa a studiare, con la sorella, e aver ricevuto alle 11:45 la visita di Marianna Marcucci, che confermò con qualche titubanza una breve visita, ma venne indagata per favoreggiamento a causa di una leggera incongruenza con un tabulato telefonico delle ore 13:05, relativo a una telefonata tra Marcucci e Ferraro: Marcucci conferma di aver chiamato Ferraro "diverse volte", dai telefoni pubblici della facoltà di Economia e Commercio e da un bar sotto casa Ferraro. «Quel 9 maggio, per me, fu una giornata incredibilmente normale, di routine [...] Ero a casa a studiare, dopo le prime pratiche mattutine mi sono messo davanti a un libro, di colore arancione, era un libro di linguistica... C'era anche mia sorella...»"; Teresa Ferraro alle 11:30 esce per andare in palestra. Attraverso i tabulati della Telecom, gli investigatori verificano le chiamate: la prima alle 8:33 da casa, la seconda alle 10:55 da un telefono pubblico (52 secondi) e l'ultima alle 13:05 ancora da casa. Altre tre chiamate la ragazza risulta averle fatte alla madre: alle 10:49, alle 11:05 e alle 11:37. Di fronte a questa contestazione, la teste afferma: «Ho detto di aver chiamato Ferraro dalla cabina del bar perché questa è la mia normale abitudine, cioè quella di chiamare prima di salire a casa sua per cui mi sono evidentemente sbagliata in buona fede confondendo le circostanze». In seguito Marcucci precisa che il momento della visita a Ferraro era 11:30-12:30, massimo 12 e 35. Secondo Ferraro, mentre Marianna era a casa sua o quando andò via, telefonò Alessandra Vozzo, cosa risultante dai tabulati. Alessandra Vozzo (la cui prima telefonata, in cerca di Teresa Ferraro, viene ricordata da Marcucci) confermò di avere telefonato più volte in casa Ferraro e di aver parlato sia con Salvatore che con Teresa appena tornata, commentando il ferimento di Marta. Un avvocato di parte civile obiettò che la sua prima telefonata è delle 13:07 mentre la prima notizia sulla Russo venne data dal Tg alle 13:35, ma la teste replicò: "Comunque ricordo di aver fatto quella telefonata e che Salvatore ha risposto". L'incongruenza sulle ore 13:00 fu attaccata dalla parte civile e dai PM, ma apparentemente, anche se Marcucci si avvalse in aula della facoltà di non rispondere poiché accusata di favoreggiamento (per cui verrà assolta), forniva un alibi a Ferraro per il momento dello sparo. Un testimone a favore di Ferraro, lo studente calabrese Domenico Condemi («Il 9 maggio, attorno alle 12 mi giunse a casa una strana telefonata di uno studente, tal Domenico Condemi. Mi chiese se il giorno dopo sarei stato in Istituto. Non so bene perché. Ma credo che volesse crearsi un alibi»), venne inficiato poiché scoperto imputato in un processo per tentato omicidio, nonché sospettato di essere il proprietario della pistola mai trovata; Condemi afferma poi di non ricordare con precisione il giorno in cui ha chiamato Ferraro; lo studente Albanese afferma di aver chiamato a casa Ferraro, ma alle ore 11:00.
Queste deposizioni sono contrastanti con quella di Giuliana Olzai che riferì, solo dopo 2 mesi, il 9 luglio, di aver visto e incontrato Scattone con Ferraro mentre uscivano via velocemente dopo lo sparo (intorno alle 12:00), con atteggiamento preoccupato. Olzai descrive l'abbigliamento dei due come leggermente diverso da quello descritto da altri testimoni (Ferraro vestito di grigio-celeste anziché, per Alletto, blu e con una giacca), ma modifica la sua deposizione dopo un colloquio con gli inquirenti (descrivendo la borsa), sostenendo però che Ferraro le appariva (erroneamente) più alto di circa 5 cm di Scattone. I tre testimoni indicano tre diverse posizioni per il momento dopo lo sparo. Per Alletto Scattone si sofferma a parlare con Maria Urilli (che nega), per Liparota invece passa dalla scala antincendio. Secondo quanto scrive Giovanni Valentini (cronista per la Repubblica) ne Il mistero della Sapienza, la pur labile testimonianza Olzai resta comunque quella più significativa per il processo, per aver incrinato l'alibi dei due indagati fornita da La Porta e Marianna Marcucci, mentre le due testimonianze Lipari e Alletto sarebbero state meno consistenti, in presenza di alibi, oltre che per il modo in cui sono maturate, anche se alla fine sarà solo la testimonianza Alletto a costituire il pilastro dell'accusa.
Assieme a Scattone e Ferraro venne rinviato a giudizio anche Francesco Liparota per favoreggiamento (inizialmente per concorso in omicidio). Scattone fu difeso dagli avvocati Francesco Petrelli, Manfredo Rossi, Andrea Falcetta e Alessandro Vannucci (in seguito da Giancarlo Viglione), Ferraro da Vincenzo Siniscalchi (parlamentare dei DS), Delfino Siracusano, Fabio Lattanzi e Domenico Cartolano, Liparota dal fratello, Fabio Liparota, e altri legali. Il fratello di Liparota fu indagato all'inizio a piede libero, ma non venne rinviato a giudizio, con l'accusa di aver nascosto la pistola.

## Le dichiarazioni rese nel corso delle indagini e nell'istruttoria dibattimentale
Le modalità di assunzione di informazioni da parte delle persone informate sui fatti furono ampiamente criticate, specie nei casi di Maria Chiara Lipari e Gabriella Alletto.

### Testimonianza di Maria Chiara Lipari
Lipari, poco dopo lo sparo, alle 11:44 (risultano secondo i tabulati Telecom, più precisi di quelli interni alla Sapienza, due chiamate consecutive, e non come disse Lipari - dopo aver visto i tabulati dell'università - una alle 11:44 e una alle 11:48), chiamò il padre e disse poi che era entrata nell'aula 6 e «la stanza era vuota», ma dopo pressioni ebbe i suddetti ricordi, riguardanti la presenza di una donna e di un uomo, con un altro uomo che usciva salutandola; disse anche che dopo aver effettuato una chiamata nell'aula 6 (quando avrebbe visto la scena), sarebbe uscita per recarsi in altri locali, ritornando poi per parlare col padre al telefono, mentre risulta invece dai tabulati acquisiti successivamente che parlò col padre alle ore 11:45 circa (mostrando un ricordo quindi manipolato esternamente dalle precedenti credenze degli inquirenti basate sui tabulati interni, poco precisi). Disse quindi che al momento della prima telefonata erano presenti alcune persone rimaste, come "immobili", mentre nella seconda l'aula era vuota da alcuni minuti, cosa difficile dato che le chiamate furono consecutive di pochi secondi, e che vide Scattone fuori dall'aula tra una telefonata e l'altra (in realtà tale intervallo di 4 minuti è appunto inesistente, frutto di un'errata lettura dei tabulati).
Lipari disse anche al professor Romano: «se avessi visto una persona con la pistola in mano non mi farei nessunissimo scrupolo di andarlo a dire»; nelle intercettazioni invece diceva: «Questi fino alle 5 di mattina hanno voluto assolutamente che dal subconscio [...] dall'ano proprio del cervello mi venisse in mente qualche faccia, qualche immagine... E in parte sono anche riuscita a recuperare qualche sensazione... Quest'ultimo interrogatorio è stato due ore e mezzo con un certo Procuratore... è stato anche a tratti violento... questo diceva sputtano lei, sputtano suo padre... per intimidirti, per costringerti... dicevano "mors tua vita mea"... mi dicevano sì, però allora ti incolpiamo a te, per cui dillo (...) se valesse proceduralmente, mi farei proprio ipnotizzare (...) Io la terza persona la posso identificare solo attraverso l'ipnosi».
Poi fa riferimento al suo stato emotivo fortemente alterato e parla di Ferraro che «avrebbe proprio gli amici con le armi in casa in Calabria proprio sotto il cuscino». Lipari, prima di parlare di Ferraro, Liparota e Alletto, fece i nomi, dicendo di averne percepito la voce o la presenza, degli assistenti Massimo Mancini, che possiede delle pistole, e Andrea Simari, ma gli inquirenti verificano il loro alibi e lo trovano solido. Inoltre parlando poi di Ferraro come presente, pur dicendo inizialmente di non averlo visto in volto, e lo descrive più alto di circa 7 cm rispetto alla reale statura dell'assistente. Scrive Vittorio Pezzuto di un'ulteriore incongruenza, in quanto se fosse entrata per telefonare dopo alcuni minuti dopo lo sparo, collocato in base a queste incongruenze alle 11:40 circa (come risultante per via deduttiva dal cartellino timbrato di una testimone) e non nell'immediatezza non avrebbe potuto vedere nessuno dei sospetti, posizione recepita dall'appello ma non considerata determinante per la sentenza (nel caso però Lipari sarebbe entrata invece quattro minuti dopo lo sparo, senza poter vedere nessuno in ogni caso, né poteva essere stata vista da Alletto e Liparota allarmati dal colpo alle 11:44, e in presenza di Scattone, Ferraro e forse di un altro dipendente prendere il telefono):
Lipari disse poi che dalle 11:30 alle 12:00 (a eccezione dei minuti a cavallo delle 11:44) lei, Maria Urilli e Gabriella Alletto stavano tentando di fare un fax che non partiva per un malfunzionamento. Anche Liparota riferì di aver ricevuto indebite pressioni perché "ricordasse" Scattone e Ferraro nell'aula 6, ma nonostante le presunte minacce e il carcere, ritratterà subito una presunta confessione, difendendo gli altri accusati. Lo stesso Salvatore Ferraro rifiuta di accusare Scattone per far cadere l'accusa nei suoi confronti, poiché lo ritiene innocente, riferendo poi di essere stato, con gli altri imputati, insultato e maltrattato dai poliziotti (avrà una denuncia per calunnia, poi caduta).

### Il caso Alletto
(Gabriella Alletto, secondo la testimonianza di Laura Cappelli e intercettazione ambientale)

Gabriella Alletto

Gabriella Alletto, segretaria amministrativa, venne interrogata come testimone ma trattata subito come un'indagata, senza che potesse nominare prontamente un legale. La condotta dei pubblici ministeri nel corso dell'interrogatorio, quasi al limite della minaccia verso la donna che ebbe una crisi nervosa, fu definita "gravissima" dall'allora Presidente del Consiglio Romano Prodi, in quanto la legge proibisce pressioni psicologiche sui testimoni, e ci furono critiche da parlamentari e dal Ministro della Giustizia Giovanni Maria Flick, che aprì un'inchiesta ministeriale, in seguito alla quale vennero rinviati a giudizio dalla procura di Perugia per abuso d'ufficio e violenza privata, ma in seguito prosciolti. L'interrogatorio apparve comunque troppo pressante nei confronti di una persona che non era indagata.
Alletto venne interrogata circa 13 volte in tre giorni. I pm affermarono - nei fatti - che l'impiegata doveva dire che Scattone e Ferraro erano nella stanza, altrimenti sarebbe stata lei sola a essere accusata di omicidio: «Lei è messa male, è messa peggio de quello che ha sparato. [...] I casi sono due: o lei è responsabile di omicidio, o lei è responsabile di favoreggiamento personale. Non si sbaglia, non si scappa!. Per omicidio lei va certamente in carcere e non esce più» e all'affermazione della testimone "finirà che me ammazzo... a me me prenderanno pe' scema, pe' fissata a me", il procuratore Italo Ormanni rispose «No, la prenderanno [...] la prenderemo per omicida! (...) La prenderemo per omicida!». Il PM Carlo Lasperanza disse che «suo cognato l'ho ripescato io, che nessuno lo voleva, lo voleva prendere: sono disposto a fargli un encomio scritto a suo cognato, per quest'opera che sta facendo, quindi ne avrà anche un vantaggio personale».
Nella registrazione dell'11 giugno 1997, con l'audio originale recuperato dai cronisti di Radio Radicale (esso venne reso pubblico integralmente, contemporaneamente a un breve videotape allegato al settimanale Panorama, solo nel settembre 1998 a processo iniziato), Alletto ripeteva, per quasi quattro ore, infatti: «Non sono mai entrata in quell'aula [...] Io nun ce stavo là dentro, te lo giuro sulla testa dei miei figli… Non ci sono proprio entrata, ma come te lo devo di’? Fino allo sfinimento…». Parti delle registrazioni verranno trovate tagliate.
 

Parlando da sola col cognato ispettore di polizia Luigi Di Mauro (ammesso irregolarmente all'interrogatorio), Alletto aveva ribadito:
(Intercettazioni nell'interrogatorio dell'11 giugno 1997, ore 15:47 e segg.)
Di Mauro, per "aiutarla a ricordare", le mostrò uno schizzo dell'aula, con le varie persone che sarebbero state presenti secondo il PM (che si basava sui "ricordi" di Lipari): lei stessa, Liparota, Ferraro e un altro incerto (forse Scattone):
(Deposizione di Gino Di Mauro durante il processo di primo grado)
La dottoressa Cappelli dichiarerà che il 12 giugno Alletto disse: «Mi hanno messa in mezzo… io in quella stanza non c'ero, però non mi conviene dire che non c'ero […] loro si immaginavano la scena, ma avevano bisogno di un testimone attendibile, di una persona affidabile».

In un'intercettazione ambientale (12 giugno 1997, ore 8.25) dice: 
I colleghi riferiscono che la donna parlava della minaccia fattale di toglierle la patria potestà sui figli, che fu minacciata di 24 anni di prigione, e che diceva che "I nomi non me li hanno fatti", poi ripeteva il contrario. Nell'intercettazione dell'interrogatorio si parla infatti di Liparota, Lipari e Ferraro in numerosi passaggi. Un ulteriore scambio di battute in privato col cognato fece pensare che non avesse assistito direttamente: 
(Interrogatorio dell'11 giugno 1997)
Il nome di Ferraro come colui che sparò venne escluso poiché egli è mancino, mentre secondo gli esperti lo sparatore era destrorso. Benché fu affermato che Scattone fu inserito nell'indagine solo con le dichiarazioni di chiamata in correità di Gabriella Alletto e mai comparso nei verbali o negli interrogatori, il che renderebbe spontaneo e veritiero il ricordo, egli risulta peraltro già indagato a piede libero il 30 maggio 1997, e in qualità di indagato, seppur secondario, fu intervistato sul Messaggero dal giornalista Luca Lippera; il suo telefono fu messo sotto sorveglianza il 6 giugno ed egli fu interrogato sull'alibi il 12 giugno. Scattone, Fiorini e Ferraro erano risultati gli unici dipendenti con alibi non solidi prima dell'accusa di Alletto.
Il 14 giugno, dopo tutti gli interrogatori (le viene contestata anche la sua assunzione "irregolare"), accusa i sospettati. Serenella Armellini riferì che ancora la mattina del 14 giugno, subito prima di recarsi in Questura dove cambierà versione, dopo essere stata interrogata da membri della DIGOS senza la presenza dell'avvocato difensore, per nove ore e senza verbale, la segretaria le disse: "Bisogna fare come dicono loro". Secondo il professor Alberto Beretta Anguissola sostenne che alla stampa era stata già comunicata l'emissione di quattro mandati d'arresto per concorso, di cui uno a carico di Gabriella Alletto, poi revocato all'ultimo dopo la "confessione".

Il 15 settembre 1998 disse in tribunale che aveva giurato il falso per proteggere i figli e su pressione del professor Romano (il quale però venne assolto): 
(Testimonianza di Gabriella Alletto in tribunale)
Secondo molti colleghi la donna era sorpresa del trambusto dopo lo sparo (ammise di averlo saputo solo dopo), come se non sapesse nulla, ed era tranquilla con conoscenti e famigliari fino all'arresto del suo capo, il professor Romano. Sostenne di averne parlato con Maria Urilli e Maurizio Basciu, che negarono tali confidenze.
(Vincenzo Cerami)
Oltre ai metodi usati, furono rilevate alcune incongruenze nel contenuto. A causa di ciò è stato subito ipotizzato dalla difesa e da numerosi esperti che i resoconti fossero frutto di ricostruzione o confusione con un altro giorno o con un altro oggetto, nonché di suggestione psicologica. Tra le stranezze rilevate:
- l'arma avrebbe dovuto essere con la canna lunga; secondo i periti della Corte la pistola avrebbe dovuto avere un silenziatore lungo almeno 10 cm. La Alletto descrisse in aula nel 1998 una pistola "come quella della polizia" e con la canna lunga, ma non parlò di un silenziatore; poi ne effettuò un disegno, raffigurando una pistola senza silenziatore e a canna corta.[109] Intervistata in televisione nel 1997 da Corrado Augias, Alletto ammise di non essere sicura di aver visto una "pistola nera" in mano a Scattone (come detto il 14 giugno e l'anno dopo al processo), ma un "oggetto metallico"[110]:

(Gabriella Alletto a Il delitto della Sapienza di C. Augias, Raidue, 1º luglio 1997)

In alto all'estrema sinistra, la finestra dell'aula 6 da dove sarebbe stato esploso il colpo. In basso, le finestre del bagno disabili ipotizzate dai periti come punto di fuoco alternativo

- In alto all'estrema sinistra, la finestra dell'aula 6 da dove sarebbe stato esploso il colpo. In basso, le finestre del bagno disabili ipotizzate dai periti come punto di fuoco alternativoScattone non avrebbe potuto sparare un colpo da quella posizione; avrebbe dovuto sporgersi di circa 1 metro[112] o sporgere comunque il braccio dalla finestra[16][17], cosa che non avrebbe invece fatto secondo la testimone.[17] Un colpo effettuato "per caso", data la lontananza e il posizionamento di due condizionatori d'aria sulla parte sinistra dello sparatore, a ostruire la visuale assieme al largo davanzale, sarebbe stato improbabile senza sporgersi significativamente[11][113]; un simile tiro sarebbe stato difficile per un tiratore esperto (Giovanni Scattone aveva prestato servizio militare nei Carabinieri[114] ma, a parte questo, non era un esperto professionale nell'uso delle armi).[31] Secondo la perizia Romanini la possibilità per un cecchino capace di colpire un bersaglio mobile era di circa il 30 %[11]; non essendo Scattone un cecchino avrebbe avuto una possibilità bassissima di colpire la vittima, in particolare senza la volontà di farlo come affermato nelle sentenze[11]; dall'aula 6 il colpo accidentale era possibile, a differenza del colpo mirato, ma con probabilità molto bassa[16][17]; non fu mai dimostrata e accettata l'ipotesi[115] che la vittima abbia potuto camminare per qualche passo dopo essere stata colpita;
- il bossolo, se non raccolto dopo lo sparo, sarebbe forse dovuto cadere all'esterno; invece nessuno dei presenti, dei soccorritori e della polizia lo trovò.[17] Solo in seguito aggiunge il particolare di Scattone che si china sul pavimento[110] (mentre avrebbe dovuto cadere sul davanzale o fuori dalla finestra); se Scattone si fosse sporto dalla finestra, avrebbe sparato agevolmente ma il bossolo sarebbe caduto nel vialetto (prima ipotesi), mentre se non si fosse sporto, il bossolo sarebbe caduto all'interno, ma il tiro sarebbe stato quasi impossibile (seconda ipotesi e racconto della testimone);
- Alletto fece riferimento a un tonfo seguito da silenzio, mentre tutti gli altri affermarono di aver sentito un colpo attutito seguito dalle grida d'aiuto di Jolanda Ricci e di altri presenti; un testimone, Roberto Lastrucci, non vide nessuno dalle finestre[16][89]; fuori dall'aula 6 c'erano inoltre molti studenti, ma nessuno vide uscire Scattone e Ferraro e nessuno avvertì odore di polvere da sparo[116];
- in un'intervista pubblicata il 16 giugno, dopo aver cambiato versione, disse che nella stanza c'era Scattone, con Ferraro e Liparota, e che non si accorse subito che era stato un colpo di pistola.[117] Nella stessa intervista aggiunge invece di aver avuto da subito «l'immagine dello sparo sempre davanti agli occhi».[117] Per rimediare ad alcune difformità, in deposizioni successive modificherà più volte le posizioni nella stanza[118], e accennerà a un "quarto uomo" di alta statura, mai identificato[16]; solo dopo parecchi mesi, nella testimonianza compariranno nuovi particolari, come la luce dello sparo[119];
- al processo nel 1998 le fu chiesto, riguardo al primo sospetto (Zingale, scagionato in seguito): «se i colpevoli sono Scattone e Ferraro, e Lei sapeva quindi che l'uomo in precedenza fermato era innocente, perché non si è fatta viva per scagionarlo?»; rispose: “Non mi è parente Zingale" e «Ma io sinceramente non sapevo che spostamenti avesse fatto Zingale quel giorno», lasciando intendere che non sapeva chi avesse o no sparato.[120] Il bibliotecario stesso espresse i suoi dubbi sulla ricostruzione del delitto fatta dall'impiegata.[121] La testimone sostenne anche di "non escludere" che qualcuno le avesse "descritto la scena".[100]

Secondo la sentenza le incongruenze furono dovute allo shock (lei stessa disse che le pressioni e l'aver visto sparare il 9 maggio le avrebbero causato una sorta di "amnesia istantanea" che improvvisamente si sarebbe sbloccata il 14 giugno), mentre per Piergiorgio Strata, neurofisiologo ed esperto di formazione dei ricordi, «gli eventi relativi all'identificazione delle persone nell'aula Assistenti sono di fatto una saga di ricordi emersi lentamente e con fatica dal nulla, sono stati ottenuti con enorme sforzo ricostruttivo, con notevoli condizionamenti esterni e spesso sotto forma di lampi improvvisi. Pertanto, essi vanno considerati altamente inaffidabili, anche se la Lipari appare in perfetta buona fede ed all'ansiosa ricerca della verità». Per Nia Guaita (2015), sociologa e studiosa di comunicazione non verbale, è una "teste inattendibile" anche se convinta di aver visto la scena, vittima della sindrome dei falsi ricordi (famosi casi furono quelli di Nadean Cool e Beth Rutherford, esaminati da Elizabeth Loftus).
Durante il processo, rifiuterà il confronto con le colleghe che la smentivano, accettando solo il confronto con Scattone e Ferraro a cui ribadì la versione del 14 giugno. Gabriella Alletto non ritrattò mai, e nel caso avrebbe rischiato l'accusa di calunnia o di favoreggiamento; rimase ferma sulla stessa versione, ma in aula non riuscì a spiegare le contraddizioni (disse solo che all'inizio era confusa) riguardo alle descrizioni del fatto.
Ci furono anche interrogazioni parlamentari. Alletto denunciò per diffamazione il deputato di Forza Italia Marco Taradash e ottenne il suo rinvio a giudizio. Il deputato aveva denunciato una "montatura giudiziaria" e «testimonianze costruite a tavolino» con «garanzia dell'impunità»; insieme a Taradash fu denunciato il criminologo Carmelo Lavorino, secondo cui la Alletto aveva subito un condizionamento "ipnotico" di tipo "suadente-regressivo" (una tecnica che produce facilmente dei falsi ricordi) da parte di agenti dei servizi segreti, durante il lungo interrogatorio non verbalizzato. Lavorino e Francesco Bruno dissero di averlo appreso dalle confidenze di Aurelio Mattei, psicologo e agente segreto.
In seguito il Comitato parlamentare per la sicurezza della Repubblica dichiarò illegittimo l'uso del SISDE nel caso. Lavorino, in polemica anche con lo stesso collega Bruno, denunciò i "servizi segreti deviati". Nel 2001, sempre consulente della difesa, propose una propria teoria sul profilo del killer. Nell'ottobre 2005 il consulente fu condannato a un anno e mezzo di reclusione (pena sospesa e poi caduta in prescrizione penale, non civilmente) per calunnia nei confronti dell'accusa e per diffamazione dell'agente del SISDE Aurelio Mattei. Non fu condannato il deputato Taradash.
Anche la testimonianza di Maria Chiara Lipari sulle persone presenti si basava comunque molto sui ricordi inconsci, mentre quella determinante di Gabriella Alletto poteva apparire come frutto di una pressione psicologica eccessiva (somigliante al cosiddetto "metodo Reid", che può fornire false confessioni se troppo pressante).

### Testimonianze di Liparota e altri
Oltre ad Alletto, anche Liparota avrebbe riferito una versione simile il giorno dell'arresto (scrivendo su un biglietto di aver visto i due assistenti alla finestra e di aver sentito "un suono", poi ne parlò con la madre Rosangela Villella), prima di negare e ritrattare tutto, ascrivendo però il racconto alle fortissime pressioni dei pm che volevano una conferma esatta della loro ricostruzione, conferma chiesta pressantemente anche ad Alletto e quindi tentando di scagionare Scattone e Ferraro:
(Testimonianza di Francesco Liparota)
La mattina dopo, essendo scarcerato, Liparota ritrattò subito "quelle falsità", e disse che fu spaventato anche da una guardia penitenziaria, che gli disse che sarebbe stato trasferito in cella con detenuti violenti. Come a Ferraro, gli venne consigliato di accusare Scattone. I pm accusarono quindi i dipendenti dell'Istituto di "omertà".
Al padre di una testimone (l'assistente Simona Sagnotti che testimoniò l'agitazione di Gabriella Alletto, sostenendo che le riferì una frase minacciosa detta dagli inquirenti: "stia attenta, noi sappiamo che lei ha un figlio di sei anni") vengono sequestrati alcuni beni di cui era intestatario, in quanto erano forse proprietà di Enrico Nicoletti, persona legata alla banda della Magliana secondo Lasperanza. Per la procura la testimonianza di Sagnotti non è valida per conflitto di interesse. Simona Sagnotti aveva screditato le accuse di Gabriella Alletto e accusato i magistrati. Nell'arringa finale Lasperanza disse che "la ricercatrice si è accanita contro la Procura per astio"; Sagnotti querelò il pm.

### Le perizie chimico-balistiche

Gli esperti balistici eseguono una prova con una pistola calibro 22 dalla finestra dell'aula 6 (maggio 1997)

Sul davanzale erano state ritrovate particelle di bario e antimonio, metalli pesanti compatibili con la polvere da sparo e i proiettili, e di ferro, ma non fu possibile stabilire se effettivamente fossero residui di sparo.
Però, secondo i periti nominati dalla corte d'assise, prof. Carlo Torre, Paolo Romanini e Pietro Benedetti, erano compatibili con il percorso fatto dal proiettile le traiettorie dalle finestre uno, tre, quattro, sei (l'aula "incriminata"), sette e otto dell'istituto di Filosofia del diritto, oltre che con il bagno di statistica. Ma «solo la sette e la otto», al pianterreno, hanno «una più accentuata probabilità». Pur non sapendo se gli imputati si trovassero effettivamente nell'aula 6, i periti di primo grado convennero su una possibile estraneità:
(Perizia collegiale disposta dalla Corte d'Assise di Roma, redatta da Pietro Benedetti, Paolo Romanini e Carlo Torre)
Le tracce (una "particella" definita "binaria") che gli inquirenti avevano creduto di identificare come "univocamente" attribuibile allo sparo avrebbe potuto con alta probabilità «non avere nessun rapporto col colpo» che uccise Marta Russo, «sia per la presenza in essa di antimonio sia per la preponderante presenza di ferro, che la renderebbe compatibile soltanto con un colpo esploso da un'arma arrugginita (e non è, come si è visto, il caso in oggetto)». Le cartucce prodotte dalla ditta inglese Eley, da una delle quali proveniva il proiettile trovato nel capo della vittima, non contengono antimonio nell'innesco (circostanza dibattuta se potessero produrlo) e rilasciano invece piombo, bario e calcio (talvolta piombo-bario-antimonio ma comunque particelle non binarie), oltre a tracce di fosforo. Viene rilevata anche la contaminazione della scena nei giorni precedenti, da parte degli stessi poliziotti. Anche alcuni esperti di Scotland Yard concordarono. Questo fu riconosciuto anche dalla sentenza di condanna in appello: «la particella binaria Antimonio-Bario repertata sul davanzale della finestra dell’aula 6 certamente non proviene dall’innesco della cartuccia che uccise Marta RUSSO (o almeno non proviene soltanto dall’innesco)».
La particella non era sferica, mentre quelle di uno sparo lo è. Secondo questi periti la particella aveva quindi «un'origine diversa dallo sparo (proviene cioè da inquinamento ambientale)», essendoci particelle analoghe su altre finestre degli edifici circostanti.

A occuparsi dei rilievi sulla presunta particella fu anche il perito Ezio Zernar, i cui metodi saranno messi in discussione negli anni seguenti. Zernar, dopo che il perito Giacomo Falso aveva trovato i residui sulla finestra dell'aula 6, trovò comunque analoghe particelle sulla finestra del professor Costantino e in seguito su altre finestre. A parte una particella forse compatibile nella borsa di Ferraro, le altre tracce (sui vestiti e sulla finestra) non furono ammesse come prova, a causa dell'incertezza sulla reale origine (per i periti sono a prevalenza di ferro, quindi non compatibili con uno sparo); non vennero ritrovate armi o bossoli a casa loro. Il test del guanto di paraffina aveva dato esito negativo nei giorni immediatamente seguenti al 9 maggio, ma non fu considerato attendibile in quanto era passato troppo tempo dallo sparo. Inoltre vi fu una contaminazione accertata dalla sentenza alla scena: 
(Sentenza appello del 2002)
Qualora si trattasse di inquinamento ambientale nel caso delle particelle binarie, le identiche particelle erano coincidenti con quelle rilasciate dalle pastiglie freno prodotte dalla Ferodo (specie quelle per le automobili Volkswagen Golf Gt turbodiesel e Audi 80 turbodiesel, ma anche nelle vecchie Mini Cooper, come quella posseduta dal professor Romano), oppure polvere di saldatura.
Nella parte esterna della borsa di Salvatore Ferraro, sempre a opera di Zernar, furono ritrovati altri residui che secondo l'accusa erano resti di polvere da sparo, mentre secondo la difesa e secondo alcuni esperti erano sempre polvere metallica derivata da particelle dalle pastiglie freno dei veicoli. L'arma del delitto non verrà mai ritrovata.
In seguito si occuparono di una nuova super-perizia il professor Domenico Compagnini (secondo cui le traiettorie possibili erano circa 27), lo stesso Ezio Zernar e altri. Per Zernar, l'unica particella che poteva essere compatibile con il proiettile era quella nella borsa di Ferraro. La successiva "perizia nanotecnologica" del professor Roberto Cingolani non escluse che la particella della borsa potesse derivare da uno sparo; stabilì che in effetti essa «ha una composizione simile, sia sul piano quantitativo sia sul piano qualitativo, a quella dei residui trovati sul proiettile (piombo, bario, fosforo, calcio, silicio)», aggiungendo che, solo «qualora si potesse escludere che particelle di questa composizione possano essere formate da altri processi ambientali e/o di inquinamento, sarebbe ragionevole concludere che le particelle della parte inferiore del proiettile e quella rinvenuta nella borsa di Ferraro sono analoghe». Tuttavia, essa poté essere definita "simile" ma non identica, anche perché non sferica ma ovale. Secondo il professor Torre, il silicio era proveniente dai tubi dell'impianto di riscaldamento e la polvere da sparo una contaminazione, data l'esiguità; il dottor Romanini, alcuni anni dopo (prima di morire in un incidente d'auto nel 2011), espresse anche lui critiche alle analisi di Zernar e Cingolani sulla "traccia di polvere da sparo" della borsa, poiché «se la pistola usata avesse davvero appena sparato, avrebbe lasciato non una ma diecimila tracce». Per il perito, prima degli anni 2000 si compivano moltissimi errori comuni in balistica.

La stessa aula 6 era possibile come punto di origine dallo sparo solo nel caso che la vittima avesse una posizione della testa (ma i testimoni non lo ricordavano) che l'avvocato difensore di Scattone definì "innaturale", ossia pendente verso destra. Infatti secondo due periti della corte 
(Relazione dei periti Martino Farneti e Vero Vagnozzi)
Secondo Jolanda Ricci e Andrea Ditta, Marta Russo aveva la testa girata verso destra ma eretta. Su questo convennero anche il medico legale Di Luca e il professor Torre:
(Intervista a Carlo Torre)
Il proiettile aveva tracce di fibre di lana di vetro, come se la canna dell'arma fosse stata vicina a questi residui; le fibre erano compatibili con quelle del controsoffitto del bagno disabili (oltre che con una tenda di materiale plastico), rinvenute anche sul pavimento del locale inizialmente indicato dai testimoni come luogo dello sparo; tale materiale non era invece presente nell'aula 6 di Filosofia del diritto. L'accusa disse che erano, forse, resti di un silenziatore, tesi considerata possibile dai periti. Nel bagno di Statistica furono anche trovati residui di presunta polvere da sparo. Durante il processo di appello l'avvocato Petrelli esibì in aula perizie e campioni che avrebbero dovuto dimostrare l'analogia tra i filamenti dei pannelli del controsoffitto del bagno e i residui di lana di vetro su proiettile e capelli della vittima. Un'analoga perizia sostenne la compatibilità della particella della borsa col residuo delle marmitte catalitiche.
Durante il processo, il perito della pubblica accusa fu sostituito all'ultimo momento, ufficialmente per impegni di lavoro, ma in un'intercettazione accusava pressioni e diceva che «Loro il colpo vogliono farlo partire assolutamente da lì. Ma io non ci sto a questi giochi».

## Il processo
Nel processo di primo grado emersero collegamenti con soggetti legati alla 'ndrangheta riguardante la provenienza della pistola, poi caduti in dibattimento. Molto criticata fu anche l'affermazione dell'accusa secondo cui "il movente è l'assenza di movente". Fu però l'interrogatorio preliminare di Gabriella Alletto quello che continuò a scatenare le più feroci polemiche.
In seguito alle critiche sulla gestione dell'inchiesta, per una maggiore trasparenza il processo di primo grado venne aperto al pubblico e trasmesso in diretta da Radio Radicale, oltre che registrato e trasmesso in differita dalle telecamere ammesse.
I pm chiesero la condanna di Scattone e Ferraro a 18 anni di reclusione per concorso in omicidio volontario causato da dolo eventuale (ma con la concessione delle attenuanti generiche), e per detenzione illegale di arma da fuoco; chiesero altresì la condanna per favoreggiamento e detenzione di arma da fuoco per Francesco Liparota (a cinque anni e 9 mesi), e il solo favoreggiamento per Gabriella Alletto (1 mese con richiesta di sospensione condizionale della pena) e Bruno Romano (4 anni); per Marianna Marcucci, il bibliotecario Maurizio Basciu e la segretaria Maria Urilli venne richiesta invece l'assoluzione.
Il 1º giugno 1999 la Corte d'assise, presieduta da Francesco Amato e composta, tra gli altri, da Giancarlo De Cataldo condannò Giovanni Scattone alla pena di 7 anni di reclusione per omicidio colposo, con l'aggravante della colpa cosciente (escludendo quindi il dolo), e per possesso illegale di arma da fuoco, nonché Salvatore Ferraro alla pena di 4 anni di reclusione per favoreggiamento personale.
Ferraro venne prosciolto dall'accusa più grave, concorso in omicidio volontario, derubricandola al semplice favoreggiamento, e il procuratore Ormanni rinunciò ad impugnare questa decisione.
La condanna fu per aver esploso un colpo accidentale, per Scattone, e per averlo coperto, per Ferraro. Il tribunale assolse tutti gli altri imputati. I pm opposero ricorso solo per Scattone, Ferraro e Liparota, chiedendo però pene più pesanti per Scattone e Ferraro, e aggiungendo al secondo anche il porto illegale di arma.
Dopo la sentenza, Scattone e Ferraro, scarcerati nel 1999 e posti prima agli arresti domiciliari e in seguito in libertà per scadenza dei termini della custodia, furono illecitamente invitati a Porta a Porta dietro compenso di 130 milioni di lire ciascuno. Agostino Saccà, al tempo direttore di RaiUno, fu indagato in concorso con altri per «mancata esecuzione dolosa di un provvedimento del giudice» che aveva vietato tali pagamenti; i compensi, che Scattone e Ferraro intendevano utilizzare per coprire parte delle ingenti spese legali, furono sequestrati. Anche il direttore del Tg1 Giulio Borrelli realizzò alcune interviste retribuite.

### Movimento pro Scattone e Ferraro
Si sviluppò in seguito alla diffusione del video di Alletto, un ampio movimento innocentista in risposta alla colpevolizzazione mediatica iniziale.
(Paolo Mieli)
Già prima della sentenza di primo grado, circa 375 tra intellettuali, cittadini comuni, giornalisti, avvocati e politici provenienti da tutti gli schieramenti e partiti firmarono una petizione per un esposto al Consiglio Superiore della Magistratura, e in seguito al Presidente Carlo Azeglio Ciampi, contro i pubblici ministeri Ormanni e Lasperanza (difesi dal procuratore capo Salvatore Vecchione) e in favore degli imputati, citando anche i dubbi espressi da Romano Prodi e Giovanni Maria Flick.
Al fine di una controffensiva mediatica, si costituì un Comitato per la difesa di Giovanni Scattone e Salvatore Ferraro (non legata agli avvocati ufficiali Siniscalchi, Rossi e Petreilli), per iniziativa del francesista Alberto Beretta Anguissola (autore di numerosi interventi pubblici in favore degli imputati e per il quale il caso mediatico Scattone-Ferraro era una riedizione modificata del caso Dreyfus); al comitato e alla campagna innocentista aderirono, in vario modo, numerose personalità, tra cui: Alessandro Figà Talamanca, Giovanni Valentini (sostenitore dell'insufficienza di prove), Guido Vitiello, Antonino Lo Presti, Alfredo Mantovano, Alberto Simeone, l'ex Rettore della Sapienza Giorgio Tecce, lo scrittore Vincenzo Cerami, lo storico Giovanni Sabbatucci, il giornalista Giuseppe D'Avanzo, Marco Taradash, Daniele Capezzone con altri esponenti del Partito Radicale, Alfredo Biondi, Guido Calvi, Filippo Mancuso, Enzo Fragalà, Gustavo Selva, Sandro Provvisionato, Ettore Bucciero, Carlo Giovanardi, Emanuele Macaluso (che definì "un tipo di tortura" l'interrogatorio della Alletto), Guido Ceronetti, Maurizio Pieroni, Carlo Taormina e altri 148 cittadini; nell'esposto vennero citati: l'intercettazione ambientale del colloquio Lasperanza, Ormanni e la testimone Gabriella Alletto, l'intercettazione ambientale del colloquio tra Francesco Liparota e suo padre Antonio, «l'omessa ed incompleta verbalizzazione dei colloqui tra l'autorità giudiziaria e le persone informate sui fatti», la nomina irregolare o in forma insolita dei difensori d'ufficio di Alletto, l'uso in giudizio delle perizie psicologiche di Scattone e Ferraro (proibito dal codice di procedura penale), «l'incongrua richiesta della trasmissione degli atti» e la «tardiva verifica degli alibi».
Lo scopo del Comitato era di sostenere moralmente ed economicamente i due assistenti universitari, nonché di favorire un giusto processo e un'eventuale assoluzione. Espresse dubbi anche il magistrato Ferdinando Imposimato. Secondo il magistrato la maggioranza dei processi mediatici generano errori giudiziari.
Il professor Giovanni Sabbatucci, innocentista da subito, disse che «non solo manca la certezza che lo sparo sia partito da quella finestra (e questo già lo si sapeva), ma c'è qualche buon motivo in più per pensare che lo sparo non sia partito da lì; e che dunque tutto l'improbabile scenario costruito dall'accusa (due giovani studiosi incensurati si procurano, non si sa come, una pistola, mai ritrovata, e la usano per sparare a casaccio da una finestra colpendo a morte la povera studentessa: il tutto in un luogo aperto al pubblico e alla presenza di testimoni che li conoscono bene) sia fondato praticamente sul nulla».
Anche l'ex giudice Edoardo Mori pronunciò in anni seguenti un giudizio fortemente critico. Inoltre, se colpevoli di omicidio, sarebbe bastata l'ammissione di aver provocato un incidente per caso per ottenere un'assoluzione o una pena irrisoria (questa fu un'altra obiezione). La decisione di non confessare nulla (a Ferraro sarebbe bastato confermare l'accusa contro il collega), pur rischiando teoricamente anche l'ergastolo, aumentò la convinzione degli innocentisti sull'estraneità di Scattone e Ferraro. L'avvocato di parte civile, invece, rispose agli innocentisti affermando che i tre (comprendendo anche Liparota) non avrebbero confessato "l'incidente" per paura di rivelare la provenienza della pistola, secondo lui "sporca" e proprietà di "qualcuno di importante".

### Conclusione del processo
Il 7 febbraio 2001 la Corte d'assise d'appello, presieduta da Francesco Plotino, conferma la sentenza di primo grado, con un lieve aumento della pena (8 e 6 anni) perché Ferraro fu accusato anche di detenzione illegale di arma da fuoco e venne deciso che Scattone poteva sapere che la pistola fosse carica. Francesco Liparota fu condannato per favoreggiamento a 4 anni.
Il 6 dicembre 2001, la Corte di Cassazione, su richiesta anche del Procuratore Generale Vincenzo Geraci (che definì "basi di sabbia" le testimonianze Alletto e Lipari che secondo Geraci erano da «gettare alle ortiche», criticando i metodi degli inquirenti, oltre a esprimere disappunto per le analisi scientifiche non probatorie), annullò la sentenza di appello definendo "illogiche" e "contraddittorie" molte prove, e la sentenza viziata quindi da un «verdetto contraddittorio», e rinviando tutto ad un nuovo processo d'appello. Geraci subì un procedimento interno, archiviato, per aver parlato in favore degli accusati.
Il giudice accolse le motivazioni dei difensori e del procuratore che parlavano di «illogicità», «inadeguatezza», «nullità della perizia balistica del prof. Compagnini», e della «critica infondata ed immotivata cui è stata sottoposta la perizia collegiale disposta in primo grado» ed effettuata dal prof. Torre, assieme a Romanini e Benedetti, e affermando, al di là della dichiarazione di innocenza, che le pene erano eccessive per un delitto giudicato colposo. Per la Cassazione era discutibile che «la Corte abbia ritenuto di dare rilevanza alle sei particelle che intersecano solo la finestra dell'aula 6, pretermettendo di considerare le altre sei particelle compatibili esclusivamente con la finestra del bagno disabili e soprattutto le altre quindici traiettorie che intersecano entrambe le finestre».
Gli accertamenti delle perizie di secondo grado vengono giudicati «ultrasofisticati» ma inutili perché non hanno condotto a risultati certi e perché «la prova generica non ha alcun valore decisivo in questo processo che si impernia sulle chiamate in correità e in reità», e tale "chiamata in reità" della Alletto non appariva suffragata da riscontri scientifici e forensi.
Il secondo processo di appello, con il sostituto Procuratore Antonio Marini che avrebbe voluto una condanna più severa (22 anni per Scattone, 6 per Ferraro, 4 per Liparota), però confermò le condanne ribadendo l'impianto precedente e non tenendo conto della sentenza della Cassazione, se non per l'entità della condanna irrogata e la nullità della particella binaria come prova di sparo; infatti la corte d'appello di Roma emise pene più miti: sei anni per Scattone, quattro per Ferraro, due per Liparota.
(Sentenza corte d'appello di Roma, 5 maggio 2003)
 Avendo la Cassazione annullato le perizie, il verdetto si basò solo sulle testimonianze, principalmente Alletto e Lipari.
Il 15 dicembre 2003 la V Sezione Penale della Corte di cassazione, nell'assolvere l'usciere Francesco Liparota, condannò Giovanni Scattone a 5 anni e quattro mesi, e Salvatore Ferraro a 4 anni e due mesi, eliminando a entrambi il reato di detenzione illegale di arma per l'impossibilità di determinarne la provenienza.
(Sentenza di condanna definitiva in Cassazione del 2003)
Liparota venne assolto tramite annullamento senza rinvio, perché «non punibile al momento del fatto» e versante in stato di necessità, in quanto "terrorizzato" e poiché il suo favoreggiamento sarebbe stato frutto solo delle minacce ricevute dagli altri due e della sua personalità fragile e suggestionabile. Egli continuò però a negare di avere ricevuto minacce, dicendo che fu «un processo-farsa». Dalla sua assoluzione, Francesco Liparota svolge attività di avvocato nello studio del fratello Fabio.
Scattone rifiutò di confessare il delitto e preferì andare in carcere per finire di scontare il periodo rimanente (rimarrà a Rebibbia per circa 5 mesi). Ferraro sconterà il resto della pena ai domiciliari. Il pg Antonio Marini dichiara che «volevamo che i giudici scrivessero soltanto tre parole: "sono stati loro", cioè che fosse riconosciuta la responsabilità di Scattone e Ferraro». La famiglia di Marta Russo si disse soddisfatta della conclusione, accettando la tesi dell'omicidio colposo.
Sia Salvatore Ferraro sia Giovanni Scattone annunciarono la volontà di chiedere la revisione del processo, cosa ribadita da Scattone nel 2011 I legali dei due imputati avevano presentato già nel 1999 due ricorsi separati alla Corte Europea per i Diritti dell'Uomo per varie violazioni, tuttora pendenti, contestando in particolare:
- carcerazione lunga
- pressioni psicologiche ai testimoni
- piste alternative non seguite
- il contraddittorio in aula negato tra testimoni a carico e testimoni a discarico (in seguito al rifiuto di contrapporre, in un pubblico dibattito, Gabriella Alletto a Laura Cappelli e Serenella Armellini, ecc.)

La Cassazione decise anche di non comminare pene accessorie, cancellando l'interdizione all'insegnamento per Scattone. Gli viene quindi accordata la riabilitazione penale, a decorrere dal giorno della fine della pena, con revoca dell'interdizione dai pubblici uffici e restituzione dei diritti civili e politici.
Nel luglio 2005 Giovanni Scattone accusò il giornalista Paolo Occhipinti e la RCS di violazione del diritto della personalità per un articolo sul settimanale Oggi, che riteneva diffamatorio, ma perse la causa, con addebito a suo carico delle spese processuali.
Fu respinta anche la richiesta di 750.000 euro all'Università da parte di Gabriella Alletto.
Durante il processo alcuni testimoni a discarico (Marcucci, Basciu, Urilli, La Porta) furono denunciati per favoreggiamento (ma saranno tutti assolti per riconoscimento di buona fede o per aver esercitato il diritto legittimo del privilegio di non autoincriminazione), mentre un'amica di Ferraro fu minacciata di denuncia per apologia di reato per aver indossato in aula una maglietta in suo favore dove si denunciava il processo come "ingiustizia". I pm, inoltre, querelarono per diffamazione alcuni giornalisti e opinionisti (tra cui Giovanni Valentini); saranno però prosciolti in istruttoria.
Nel 2010, il deputato Daniele Capezzone, che aveva seguito il caso - definendolo "caso di giustizia kafkiana (cioè italiana)" -, fu condannato per diffamazione, per aver definito "teppistico" il comportamento dei magistrati, parlando di "testimoni minacciati".
Nel maggio 2011 la XIII Sezione del Tribunale Civile di Roma, presieduta dal giudice Roberto Parziale, condannò Giovanni Scattone e Salvatore Ferraro al risarcimento di un milione di euro (più di 900.000 per Scattone e circa 20.000 per Ferraro) ai familiari di Marta Russo - i genitori, Donato e Aureliana, e la sorella Tiziana - e al pagamento delle spese giudiziarie e detentive, stabilendo inoltre che La Sapienza non può essere ritenuta responsabile della morte della ragazza. Il solo Ferraro fu condannato a versare all'università 28 mila euro come risarcimento dei danni di immagine. In tale occasione, Scattone chiese pubblicamente a Gabriella Alletto di ritrattare la testimonianza, vista la prescrizione di un'eventuale calunnia.
Nell'aprile 2013 la Corte di Cassazione confermò il risarcimento delle spese del giudizio e della detenzione carceraria per 300468 € a carico di Ferraro e a favore dello Stato italiano, motivando la sentenza con le circostanze che «il soggetto non si trova in stato di indigenza» e che «l'adempimento non comporta uno squilibrio del suo bilancio tale da precludere il suo recupero e il reinserimento sociale».

## Teorie e piste alternative
Da subito emersero piste alternative che continuarono a essere proposte in seguito, mettendo in discussione la verità processuale.
Criminalità, politica locale e scambio di persona
Lo scambio di persona era già stato ipotizzato nelle prime indagini. All'inizio si indagò anche sul passato del padre di Jolanda, Renato Ricci, funzionario del Ministero della giustizia, responsabile degli appalti nel Dipartimento per l'Amministrazione penitenziaria (Dap) e già vicedirettore del carcere di Rebibbia, nonché, secondo alcune fonti giornalistiche, dirigente locale di Alleanza Nazionale. Il padre di Jolanda aveva dichiarato di aver ricevuto alcune telefonate anonime, con minacce dirette proprio alla ragazza. Contemporaneamente, un altro esponente della destra romana, Enzo Ricci (non imparentato con Renato Ricci), suggerì che sua figlia (anch'ella somigliante a Marta Russo) poteva essere stata nel mirino di estremisti di sinistra. Si era infatti già parlato di ritorsioni per la vittoria alle elezioni studentesche, con accuse di brogli, dei candidati di AN. La Procura di Roma non fece inizialmente menzione del fatto che Renato Ricci era stato tra gli indiziati principali dei pestaggi avvenuti il 12 luglio 1972 nel carcere di cui era vicedirettore.
Venne ipotizzata una vendetta trasversale contro la famiglia del funzionario, che avesse per obiettivo Jolanda Ricci in quanto figlia di Renato (oppure per un motivo personale), con la Russo colpita per errore data la vicinanza e la somiglianza da lontano (entrambe le ragazze avevano i capelli tinti di biondo e un vestito simile). La pista, ventilata anche dallo stesso Renato Ricci, venne dopo poco abbandonata dagli inquirenti.
Per quanto riguarda propriamente la criminalità organizzata ci furono alcune ipotesi:
- il citato scambio di persona con Jolanda Ricci (per colpire indirettamente Renato Ricci, a causa di qualcosa collegato al lavoro del funzionario penitenziario)[43];
- lo scambio con la figlia di un testimone sotto protezione messinese, frequentante sotto falso nome il corso di filosofia del diritto tenuto da Salvatore Ferraro; la giovane affermò di essere stata nel mirino di killer mafiosi.[17] La ragazza e suo padre sostennero che il delitto era una tentata ritorsione della criminalità (l'uomo, un imprenditore di Messina, aveva denunciato i boss locali per avergli estorto molto denaro causandogli la perdita di due supermercati di sua proprietà[208]), e che ci sarebbe stata una confusione causata da una forte somiglianza nel fisico e nei capelli biondi.[76]

(Testimonianza della studentessa messinese.)
 Grazie alla denuncia dell'uomo i due capomafia locali Luigi Sparacio e la suocera Vincenza Settineri (deceduta nel 2009) furono arrestati per la prima volta. I titolari dell'inchiesta tuttavia non ritennero verosimile l'ipotesi, sebbene gli investigatori della Procura Nazionale Antimafia non la ritenessero totalmente "incompatibile"; come raccontato dal quotidiano La Sicilia, si rivolse nuovamente nel 1999 ai giudici antimafia e al sostituto procuratore Carmelo Petralia, asserendo che era solita passare in quel vialetto. I giudici, non rilevando "nulla di nuovo", passarono per competenza la denuncia alla procura romana che archiviò nuovamente; in alternativa la pista coinvolgente un'altra sosia, una ragazza di Frosinone, la cui famiglia fu minacciata da criminali locali; queste due piste sono state approfondite e riproposte dal giornalista Vittorio Pezzuto nel 2017, ma non c'è stata alcuna ripercussione giudiziaria.
- un'ipotesi di un avvertimento mafioso-terroristico all'Università o alla politica, nello stile della strage di via dei Georgofili[17] o che l'obiettivo fosse il figlio di un poliziotto che partecipò ai primi soccorsi[214], il testimone Roberto Lastrucci (segretario del PDS universitario minacciato da elementi di estrema destra), o un misterioso personaggio con una Mercedes rossa[42];
- l'idea che Marta Russo possa essere stata colpita solo perché si trovava sulla traiettoria di un altro bersaglio, in particolare in mezzo ad un presunto regolamento di conti o un fuoco incrociato legato al traffico di droga e allo spaccio - specie di cocaina - intorno all'Università.[215][216]

È stato obiettato che la mafia non avrebbe usato una calibro 22, ma in alcuni delitti è risultato invece l'utilizzo di tale proiettile da parte dei sicari di Cosa nostra (es. omicidio di Beppe Alfano). Per la pista della criminalità organizzata furono ascoltati anche alcuni "pentiti", ma non emerse nulla; alcuni anni dopo un ergastolano per fatti di mafia, Pasquale De Feo, e l'ex membro della Banda della Magliana Antonio Mancini (collaboratore nel caso Orlandi) hanno espresso a livello personale la loro convinzione dell'innocenza di Scattone, senza però portare prove a sostegno.
Testimonianze alternative
Ci furono alcune piste derivate da una lettera anonima e alcune deposizioni riguardo a persone sospette. La missiva fu spedita all'avvocato Coppi, era firmata "una dipendente dell'università" e parlava di un "portico", concludendo «Hanno sparato da lì, ho paura di farmi avanti».
Le testimonianze riguardavano il piano superiore di Giurisprudenza e il sottopassaggio interno: Felicia Proietti parla di un «ragazzo di altezza media, con i capelli ondulati e qualcosa in mano, che uscì dal bagno di diritto pubblico», mentre Elisabetta Antonini Andreozzi, assistente di Diritto penale, di un «ragazzo alto forse un metro e 78, con capelli castani sfilzati a ciocche e lunghi sul collo longilineo», che correva nel tunnel con un giaccone. Andreozzi denunciò nei giorni seguenti il pedinamento da parte di un uomo, identificato con un sessantaseienne incensurato. Al piano terra dello stesso edificio fu rinvenuto nello stesso giorno del delitto e dentro una scatola, un giaccone blu scuro come quello descritto, su cui furono rinvenuti residui chimici compatibili con la polvere da sparo (particella di piombo-bario, come quelle dell'aula 6, ma senza antimonio). Secondo una studentessa, nel «bagno delle donne, accanto all'aula sei [...] c'era un uomo, sui 35 anni, che rovistava nei cestini e guardava sotto i lavandini (...) ha cercato di aprire la porta che dà sul bagno». Indossava una «giacca nera plastificata [...] a mezza coscia, con fasce laterali sottili di color arancione fosforescente... Sarà stato 1,90. I capelli erano castani chiari, mossi sotto le orecchie».

Altre testimonianze indicano il bagno disabili di Statistica, preso in considerazione anche dalle perizie balistiche per la traiettoria e la presenza del controsoffitto in lana di vetro. Uno studente di 22 anni raccontò alla redazione del Giornale di essere entrato nel bagno disabili di Statistica dove avrebbe scorto «un giovane alto e bruno appoggiato alle vetrate dell'ingresso di scienze statistiche»: 
 Si accertò comunque che il bagno si poteva chiudere da dentro incastrando la maniglia della porta con la “cipolla” della doccia, che fu trovato fuori posto dalla polizia; le chiavi erano state rubate tempo prima e chiunque sarebbe potuto entrare nei locali. Lo studente Leoni raccontò di avere chiuso la finestra (la cosiddetta "finestra 7") poco prima dello sparo; un testimone oculare del delitto, Andrea Ditta, spiegò di aver visto invece la finestra socchiusa subito dopo. Un verbale della questura del maggio 1997 affermava che il bagno era usato come una postazione di tiro, forse durante le ore notturne: «il più accreditabile luogo da cui è stato esploso il colpo è stato il bagno per handicappati della Facoltà di Scienze Statistiche [...] la linea di tiro ideale (...) due scalfiture sul muro a pochi metri di distanza dalla medesima porta dimostrano e confermano come anche in precedenza all'evento delittuoso, e probabilmente dallo stesso punto di fuoco, sono stati sparati dei colpi». Sotto il davanzale vi era una «piastra metallica con vite» e la finestra aveva una grata.
La ditta delle pulizie
La Digos concluse il rapporto dicendo che «in conclusione, si può asserire che la mancanza di un bersaglio coincide logicamente con la responsabilità dell'azione di uno dei dipendenti della ditta che potrebbe aver agito senza un preciso scopo omicidiario». Ci fu infatti il ritrovamento, nella notte di domenica 11 maggio 1997, di alcune cartucce in un locale dell'Istituto di Fisiologia utilizzato proprio dagli inservienti delle pulizie. La Polizia aveva effettuato numerose perquisizioni presso gli uffici e i locali della ditta di pulizie Pul.Tra, rinvenendo “bossoli e parti di armi”. A casa di uno dei dipendenti vengono trovati tre fucili, una carabina ad aria compressa, pistole giocattolo e una rivoltella a salve modificate per accogliere anche cartucce calibro .22, buste e confezioni di cartucce. Negli armadietti vengono ritrovati anche silenziatori rudimentali artigianali. Viene fatta richiesta di intercettazioni, "ritenendo estremamente probabile coinvolgimento medesimi in episodio criminoso", secondo il dirigente della Squadra Mobile di Roma, Nicolò D'Angelo. I dipendenti vennero interrogati e i loro armadi perquisiti, ipotizzando contrasti di lavoro o uno sparo accidentale, ma risultarono estranei. Marta Russo fu colpita vicino alla porta d'ingresso di un magazzino da dove uscivano appunto i dipendenti nel giorno di paga; gli inquirenti pensarono che uno di loro avesse tentato di uccidere un collega (un'altra ipotesi era che avessero voluto fare uno scherzo a un collega che si trovava nel vialetto in bicicletta, sparando con una pistola a salve o modificata, ma avrebbero invece esploso un colpo vero per errore), ipotesi poi sostenuta dall'avvocato di Scattone nei processi d'appello. Si accerta per loro dichiarazione e tramite intercettazioni ambientali che si esercitavano talvolta a sparare nel locale. Su nessuno dei dipendenti viene però effettuata la prova dello stub, ma i loro alibi sembrano reggere e nessuno era di turno al lavoro.
Alcuni indagati lamentarono aggressioni fisiche da parte di poliziotti della questura, e almeno due di loro erano considerati degli appassionati di armi, come risulta anche dalle intercettazioni: «Quale pistole? Embè la pistola mica ha sparato. Fanno prove eh? Sulla pistola [...] M'ha tirato tutti i capelli... Hanno trovato quei c... di proiettili. (...) I proiettili! Ti ricordi quando Ovidio ha sparato dentro il magazzino? (...) hanno trovato i bossoli? (...) C'era Tirelli quando hanno trovato il bossolo, m'ha detto di chi è il bossolo? Chi l'ha messo? Io ho detto ci è cascato».
Il bibliotecario di Lettere
Il primo indagato ufficiale fu il citato bibliotecario di Lettere ed ex portavalori, Salvatore Carmelo "Rino" Zingale (trovato in possesso di armi e munizioni e accusato di girare armato). Le intercettazioni della Pul. Tra si riferivano inoltre a un dipendente appassionato di armi, identificato dagli inquirenti in Zingale.
Il suo nome fu poi fatto da una telefonata anonima, risultata provenire da un tecnico del dipartimento di Energetica, che lo conosceva perché qualche volta il bibliotecario l'aveva visitato in laboratorio, interessandosi dei torni di precisione e chiedendo se potesse permettergli di fabbricare dei bossoli artigianali e un silenziatore, cosa confermata anche da due testimonianze considerate attendibili. Zingale risultò possedere 6 pistole, una delle quali calibro 22 e una grande quantità di munizioni. Inoltre aveva in casa diverse foto e schede di giovani ragazze (dategli da un amico titolare di un'agenzia per modelle), una delle quali somigliante a Marta Russo. Gli inquirenti ipotizzarono anche un litigio, degenerato, tra lui e un suo amico, il citato Francesco Liparota, nella biblioteca della sede Filosofia del diritto, dove l'uomo aveva lavorato in precedenza, prima di essere trasferito a Lettere. Le armi erano regolarmente denunciate, ma il porto d'armi era stato ottenuto mediante una falsa dichiarazione lavorativa.
Zingale venne scagionato il 6 giugno, poiché provvisto di un alibi e per il fatto che la calibro 22 detenuta non aveva sparato di recente, non essendo inoltre ritenuta compatibile. Gli inquirenti si erano inoltre concentrati sull'aula assistenti di Filosofia del diritto, mentre lui lavorava alla Biblioteca di Storia Greca, presso Lettere, dove fu intravisto da alcuni studenti nei momenti dell'omicidio; in seguito anche due colleghi dissero che intorno alle 11:40-11:50 era nel suo ufficio, fornendo un alibi. Zingale venne però condannato, con patteggiamento, a un anno di reclusione con la condizionale, per i reati di falso in atto pubblico e violazione della legge sul porto d'armi.
Il terrorismo
L'ipotesi terrorista fu sostenuta subito come possibile, essendo il 9 maggio l'anniversario dell'uccisione di Aldo Moro, poi abbandonata dalla procura e ripresa dai legali di Scattone, dallo stesso Scattone e anche da Liparota dopo l'assoluzione. Il citato bagno disabili di Statistica fu preso in considerazione anche dagli inquirenti e dai periti del tribunale; a fine ottobre 2003, poco prima della sentenza definitiva la difesa di Scattone indicò alla stampa la presenza sul luogo e nel giorno del delitto di un dipendente di un'altra impresa di pulizie (nelle stanze usate dagli addetti di aziende di pulizia furono ritrovati bossoli e armi modificate), la Team Service prima e la Smeraldo poi, risultato poi appartenente alle Nuove Brigate Rosse, Paolo Broccatelli (in seguito condannato per associazione sovversiva, ha scontato circa 9 anni di carcere), studente di Statistica con pochi esami alla laurea; lavorava anche nei locali dove si trovava il bagno disabili di Statistica, indicato da alcuni testimoni e dalla perizia del prof. Carlo Torre (assieme alle finestre pianterreno di filosofia del diritto) come possibile fonte dello sparo. Con Broccatelli furono arrestati tra gli altri nell'inchiesta diretta dallo stesso Italo Ormanni (che tuttavia non trovò prove che potessero collegare i due casi), un presunto telefonista e Federica Saraceni (figlia dell'avvocato, deputato ed ex magistrato Luigi Saraceni). Oltre al bagno, i presunti brigatisti avrebbero avuto anche libero accesso ad altri luoghi indicati dalla perizia come possibile punto dello sparo, come lo spogliatoio dipendenti al pianterreno e l'aula informatica. I titolari dell'inchiesta sulle Nuove BR (tra cui lo stesso Italo Ormanni) ritengono che Broccatelli si trovasse a quell'ora nell'aula di informatica ma con altri studenti (fu però impossibile verificarlo, dato che dall'aula furono sottratti alcuni dischetti ed il registro delle presenze), mentre doveva dedicarsi al "ripasso bagni" la mattina e la sera; Paolo Broccatelli è stato quindi considerato estraneo all'omicidio dagli investigatori.
Questa accusa (Broccatelli non ha comunque mai sporto querela per diffamazione, né è mai stato ufficialmente sospettato) venne però criticata anche da alcuni innocentisti come calunniosa.
Un possibile obiettivo del terrorismo - ipotesi avanzata subito - fu individuato nel professor Cesare Marongiu Buonaiuti (come affermato, in seguito, anche dallo stesso Scattone), storico del cristianesimo moderno e titolare della cattedra di Storia della Chiesa alla facoltà di Scienze politiche, nonché frequentatore occasionale dell'Istituto affari internazionali, un think tank colpito da un fallito attentato brigatista nel 2001; egli passava in automobile a passo d'uomo nel vialetto quando il proiettile colpì Marta Russo e fu uno dei primi soccorritori. Il pm Lasperanza, pur affermando la colpevolezza di Scattone, sostenne che era possibile e "indifferente colpire Marta Russo, o la sua amica Jolanda Ricci o il prof. Marongiu". Lasperanza (che non si occupò dell'inchiesta sulle nuove BR) respinse già nel 1999 l'accusa di non aver voluto battere altre piste dopo l'arresto degli imputati, lanciata più volte dai legali di Scattone.
Un'altra ipotesi è che fosse partito un colpo accidentale mentre qualcuno provava la mira dalla postazione, in quanto un errore non sarebbe stato rivendicato. Non risulta che nessun supposto terrorista sia mai stato sospettato, né che le loro armi calibro 22 siano state confrontate col proiettile.
La pistola
Nel febbraio 1998, una pistola leggermente arrugginita calibro .22, con il colpo in canna, venne rinvenuta casualmente in un bagno maschile del Rettorato, sotto la sede della Biblioteca Alessandrina; all'idraulico che la rinvenne partì accidentalmente un colpo. In un bagno del Rettorato, annesso a un ripostiglio per le pulizie, un testimone affermò anche di aver visto la scheda tecnica di una pistola, qualche giorno prima del delitto.
La pistola arrugginita con la matricola abrasa non era - secondo una sommaria analisi della polizia - stata usata negli ultimi anni, e si trovava in un'intercapedine, avvolta in un berretto di lana; forse era lì da alcuni anni, e venne per ciò confrontata, senza esito, con il proiettile che a suo tempo aveva ucciso Giorgiana Masi; secondo indiscrezioni la pistola poteva essere appartenuta a membri dell'Autonomia Operaia. I periti ipotizzarono all'inizio come arma una pistola "Bernardelli" a canna lunga con silenziatore, in seguito cambiando idea sulla tipologia precisa, ipotizzando una pistola a canna lunga per il tiro sportivo, .22 Long Rifle; la pistola ritrovata era compatibile col proiettile ma era una Beretta a canna corta. Secondo i periti la ruggine era troppa per essersi formata in nove mesi, a meno che non fosse arrugginita già nel maggio 1997 (ma il proiettile non aveva ruggine), e scartarono la Beretta. Per motivi tecnici venne evitata l'analisi approfondita dell'arma, chiesta da difesa e accusa. C'erano inoltre piccole differenze nelle tracce delle rigature della canna sui proiettili e non venne trovato alcun silenziatore. Per un test sicuro, sarebbero occorse prove di sparo per le quali serviva il restauro della pistola, rimasta col carrello bloccato.
Il cecchino solitario
Qualcuno ha ipotizzato il profilo criminale di un cecchino psicopatico, forse seriale. Per il criminologo Lavorino il colpo era «partito dal bagno dei disabili e si è fratturato nella testa della povera ragazza perché è stato intagliato prima. Il colpevole è un soggetto psicopatico, una personalità inadeguata che voleva uccidere qualcuno ad effetto dimostrativo. Non un serial killer, ma uno stragista». Nel 2001 si verificò un caso simile in viale Trastevere, quando una religiosa, suor Piera Lucia Sonnetti, venne ferita al collo e a un polmone da un proiettile calibro .22, forse sparato da un'arma silenziata; il colpevole non venne mai individuato. Il caso è stato talvolta avvicinato a quello di Marta Russo. Sono stati fatti paragoni anche con omicidi irrisolti dalle modalità somiglianti, come quello del detective Duilio Saggia Civitelli (1995) alla stazione ostiense e del fotografo Daniele Lo Presti (2010) sul Lungotevere, uccisi da un colpo alla nuca di piccolo calibro, forse proprio calibro .22; anche in questi casi, come accaduto a Marta Russo, all'inizio i soccorritori pensarono ad un malore.
Altre teorie
Altre teorie e ipotesi furono:
- un colpo accidentale partito ad una persona sconosciuta nel maneggiare un'arma, magari ritrovata casualmente da un operaio durante le ristrutturazioni di alcuni locali (facendo l'esempio del colpo partito all'idraulico che trovò la citata Beretta)[4][257][258];
- un colpo (i difensori di Scattone paventeranno l'impistaggio o il depistaggio di copertura) sparato da un "agente" o "poliziotto in borghese", oppure da una guardia del corpo, da un docente o altri dipendenti o studenti.[17][45][254]
- vennero vagliati subito possibili moventi personali[259], o legati a scandali del mondo universitario e dell'ateneo romano[260][261], nel caso in cui la vittima o l'amica Jolanda avessero visto cose "scomode" e volessero denunciarle, o vi fosse il risentimento di qualcuno contro di loro.[241]

## Eventi successivi
- Nel settembre 2003 Salvatore Ferraro cominciò a lavorare come sceneggiatore per teatro e cinema, oltre che nel campo musicale.[262][263] Nel 2005 finì di scontare la pena ai domiciliari; è inoltre divenuto un militante del Partito Radicale, tra i dirigenti dell'Associazione "Il Detenuto Ignoto", e fu anche collaboratore esterno della Camera dei deputati dal 2006 al 2008, retribuito da Daniele Capezzone, allora Presidente della Commissione Attività Produttive.[262]
- Nel 2020, intervistato in anonimato da Chiara Lalli e Cecilia Sala per il podcast in 8 puntate Polvere, un testimone processuale dell'epoca afferma di aver mentito ai giudici, confermando al tempo la versione di Maria Chiara Lipari.[264]

## Controversie
- Nel 2011, scontata interamente la pena con 6 mesi di sconto, prima in carcere (giugno 1997-giugno 1999, con un periodo di 6 mesi ai domiciliari, ancora in carcere dal 2003 al 2004), poi ai servizi sociali (2004-2006), Giovanni Scattone ottenne una supplenza in storia e filosofia presso il liceo scientifico Cavour di Roma, dove aveva studiato Marta Russo, generando pareri contrastanti tra insegnanti, genitori e studenti riguardo alla sua riammissione all'insegnamento.[265][266] Dopo un periodo di polemiche mediatiche accese, ripetutesi nel 2014 e nel 2015, Scattone decise di abbandonare l'incarico, nonostante fosse la sua principale fonte di sostentamento.[267] Tornò poi a insegnare filosofia nel liceo Primo Levi[268], e in anni successivi come insegnante supplente di materie umanistiche in altri licei.[269] Nel 2015 ottenne, con regolare concorso, una cattedra fissa di psicologia, ma fu spinto nuovamente alla rinuncia e alle dimissioni dalle furiose polemiche.[270]
- Per buona parte di coloro che seguirono il processo, la conclusione fu considerata insoddisfacente, tale da far entrare il caso nei misteri della storia italiana.[4][18] Vittorio Pezzuto ha definito la condanna uno "scheletro spolpato", usando come analogia la vicenda del pescatore de Il vecchio e il mare di Hemingway, per cui la procura ha ottenuto un trofeo simbolico, dopo alcuni fallimenti in celebri casi insoluti avvenuti a Roma (es. delitto di via Carlo Poma).[271] Secondo Giovanni Valentini, la condanna per omicidio colposo a Scattone con il semplice favoreggiamento a Ferraro - pene scontate in gran parte come carcere preventivo - fu una sorta di compromesso (assieme ai vari proscioglimenti) tra una vera condanna per omicidio volontario e un'assoluzione, qualcosa di paragonabile alla vecchia formula processuale dell'insufficienza di prove o formula "dubitativa".[4][18][272][273] Questa tesi è sempre stata respinta dalla procura e dalla famiglia Russo.

## Cultura di massa

### Cinema e televisione
- La miniserie televisiva Morte di una ragazza perbene (1999), di Luigi Perelli, liberamente ispirata all'omicidio di Marta Russo, andata in onda su Rai 1
- Al di là di ogni ragionevole dubbio di Franco ed Enrico Carrozzino (2001), documentario su Salvatore Ferraro
- Delitti: L'enigma di Marta Russo (2011) docu-fiction di History Channel, episodio della quinta stagione
- Marta - Il delitto della Sapienza, regia di Simone Manetti – documentario (2021)

### Letteratura
- Aldo Nove, Marta Russo, racconto contenuto nel volume Superwoobinda (1998)
- Diego Paszkowski, Tesi su un omicidio, postfazione di Giancarlo De Cataldo, Fanucci, 2004 - romanzo ispirato alla storia di Marta Russo ma ambientato in Argentina
- Salvatore G. Santagata, La segretaria e l'onorevole, Pellegrini, 2004 - Nel romanzo, ambientato nel 1997, viene brevemente ricordato il delitto di Marta Russo, in particolare la ritrattazione di Francesco Liparota
- Giuseppe Ruggeri, L'ovale perfetto, A e B, 2014
- Vittorio Pezzuto, Marta Russo. Di sicuro c'è solo che è morta. Una sconvolgente inchiesta a vent'anni dall'omicidio, Amazon.it, 2017
- Chiara Lalli - Cecilia Sala, Polvere. Il caso Marta Russo, Mondadori, 2021

### Teatro
- Giovani cannibali (1998), regia di Pino Quartullo, contenente il monologo tratto dal raccolto citato di Aldo Nove
- Una giornata qualunque (2010), di Simone Farina, molto liberamente ispirato alla vicenda di Marta Russo, proponendo una lettura simile alla cosiddetta pista alternativa sulle Nuove BR; il dramma è incentrato principalmente sul dolore privato del padre della vittima e sul rapporto instaurato con uno dei killer, dopo averlo rapito per scoprirne il vero movente.[274]

### Musica
- Marta, canzone di Mauto contenuta nell'album Cosa Cambia (2012).
- La sapienza, canzone dei Karenina contenuta nell'album Via Crucis (2014).

### Podcast
- Polvere. Il caso Marta Russo (2020), podcast in otto puntate a cura di Chiara Lalli e Cecilia Sala.[275]
- Undici Frammenti - Il delitto perfetto della Sapienza (2021), produzione Audible a cura del Collettivo Lorem Ipsum con musiche di Zugzwang.[276]
- Indagini - Roma, 9 maggio 1997 (2024), podcast in due puntate a cura di Stefano Nazzi. Podcast prodotto dalla testata giornalistica “Il Post”